# Борель (лунный кратер)
Кратер Борель (лат. Borel) — маленький ударный кратер в юго-восточной части Моря Спокойствия на видимой стороне Луны. Название дано в честь французского математика и политического деятеля Феликса Эдуарда Жустина Эмиля Бореля (1871—1956) и утверждено Международным астрономическим союзом в 1976 г. 

## Описание кратера

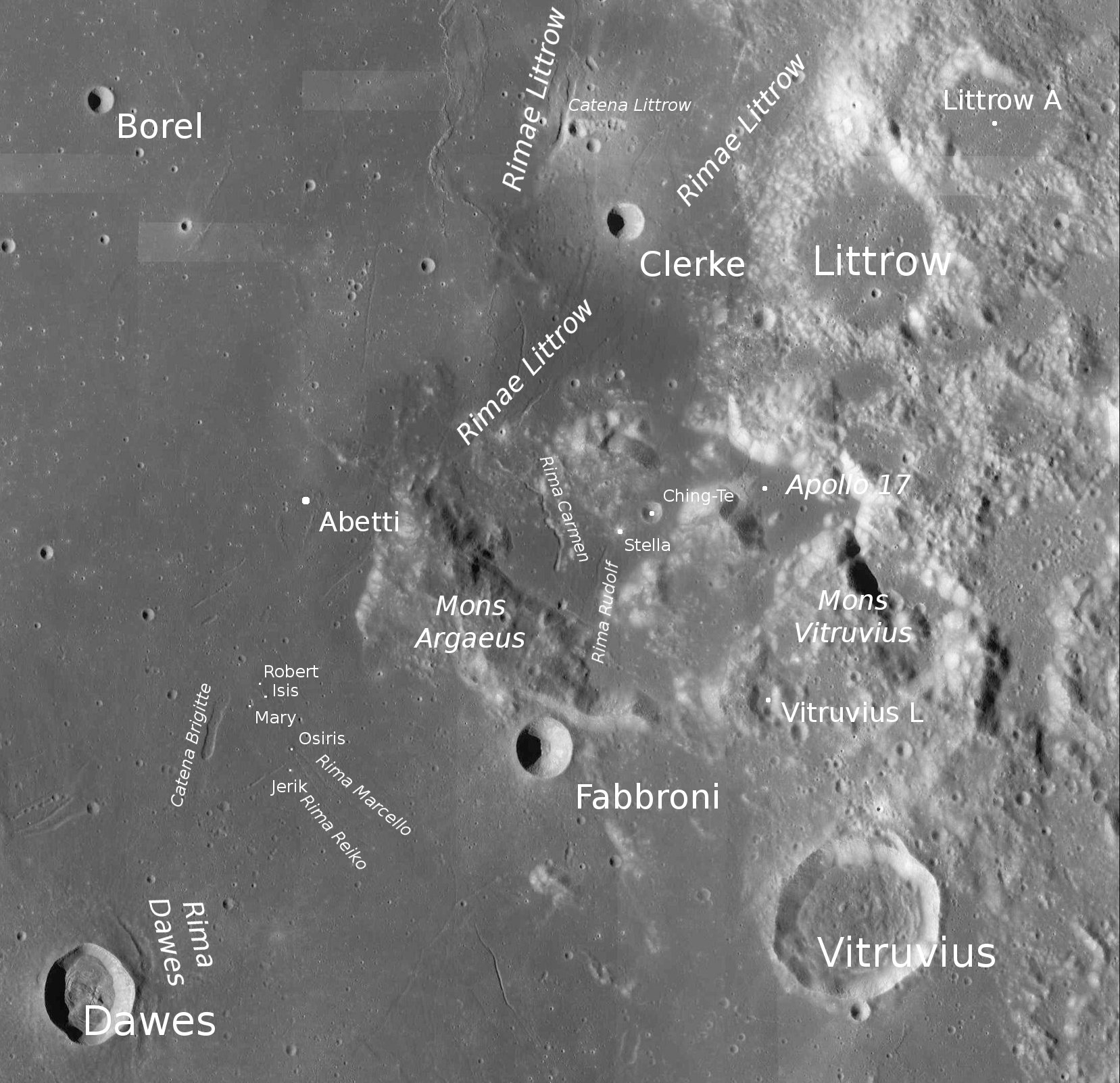
Окрестности кратера Борель. Снимок зонда Lunar Reconnaissance Orbiter.

Ближайшими соседями кратера являются маленький кратер Вери на севере; крупный кратер Лемонье на северо-востоке; кратер Клерк на востоке; крохотный кратер Абетти на юго-востоке; небольшой кратер Дауэс на юге, а также кратеры Дезейини и Финш на западе. На востоке от кратера располагаются гряды Альдрованда; борозды Литтрова и цепочка кратеров Литтрова. Кратер Борель находится немного восточнее Змеиного хребта: на юго-западе от него лежат гряды Листера; на северо-западе — гряды Смирнова. Селенографические координаты центра кратера 22°22′ с. ш. 26°25′ в. д. / 22,37° с. ш. 26,42° в. д., диаметр 4,7 км, глубина 1,09 км.
Кратер имеет сферическую форму с крутым внутренним склоном. Высота вала над окружающей местностью составляет 150 м. Альбедо кратера значительно выше чем у окружающей местности, что характерно для большинства молодых кратеров. Объем кратера составляет приблизительно 3 км³.. По морфологическим признакам кратер относится к типу ALC (по наименованию типичного представителя этого типа — кратера Аль-Баттани C).
До своего переименования в 1976 г. кратер назывался сателлитным кратером Лемонье C.

## Сателлитные кратеры
Отсутствуют.